# Ángela Iglesias Rebollar
Ángela Iglesias Rebollar (Tuy o La Guardia c. 1910 - monte da Guía, Teis, Vigo, 11 de abril de 1937), apodada La Protestante, fue una mujer española, de fe evangélica, ejecutada durante la Guerra Civil Española a causa de su ayuda a perseguidos políticos. Fue reconocida póstumamente como una de las víctimas de la represión franquista en Galicia.

## Trayectoria

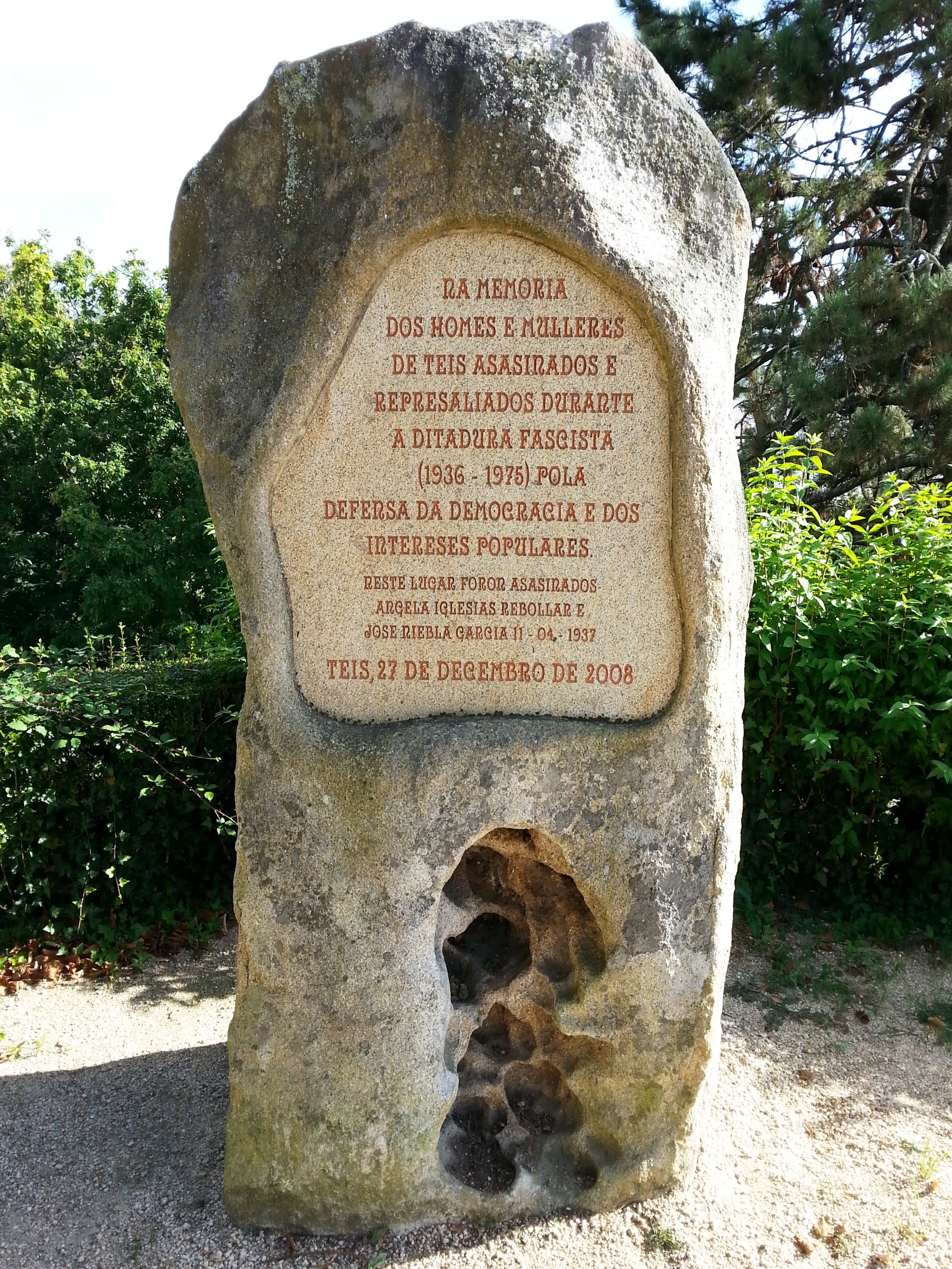
Monumento en honor a Ángela Iglesias Rebollar y José Niebla García en el Monte da Guía, Vigo

Ángela Iglesias Rebollar, conocida como "La Protestante", nació en Tuy o La Guardia, en 1910 o 1911. Estaba casada con José Niebla García, con quien tuvo dos hijos, José y Eliseo, y estaba embarazada de un tercer hijo en el momento de su trágica muerte. La familia residía en el barrio de O Toural, en la parroquia de Teis, y pertenecía a la comunidad evangélica, una religión minoritaria que sufrió severa persecución durante la Guerra Civil Española y la dictadura franquista.
Ángela y José fueron acusados de brindar refugio y ayuda a personas perseguidas por el régimen franquista, ayudándolas a escapar de la represión tras el golpe de Estado. La comunidad local los señalaba como figuras de apoyo humanitario, una actividad que en el contexto de la época se consideraba un acto de resistencia. El 11 de abril de 1937, su hogar fue asaltado y saqueado por fuerzas afines al régimen. Durante el asalto, sus pertenencias fueron destruidas y se confiscó una máquina de coser, uno de los pocos bienes de valor de la familia.
Los hijos de Ángela y José fueron separados de sus padres, quienes fueron obligados a marchar hacia la cima del Monte da Guía, un lugar donde se perpetraron numerosas ejecuciones extrajudiciales. Allí, en un acto de brutal represión, ambos fueron fusilados por la espalda, un castigo ejemplarizante para disuadir cualquier apoyo a la oposición antifranquista. Su muerte fue un ejemplo de la represión que enfrentaron los disidentes y las minorías religiosas durante el franquismo.
Este trágico desenlace ha convertido la historia de Ángela Iglesias Rebollar en un símbolo de la represión religiosa y política en Galicia, especialmente en lo que respecta a la persecución de comunidades evangélicas y otras minorías que optaron por la solidaridad y el apoyo a los perseguidos en tiempos de conflicto y dictadura.

## Reconocimientos
El trágico destino de Ángela Iglesias Rebollar y su esposo, José Niebla García, se ha convertido en un símbolo de la represión religiosa y política sufrida por muchas familias protestantes y disidentes durante el franquismo. La historia de la pareja representa el sacrificio de quienes, a pesar de la persecución, ofrecieron ayuda y refugio a perseguidos políticos y religiosos en tiempos de gran represión.
El 31 de marzo de 2008, el Ayuntamiento de Vigo rindió homenaje a Ángela Iglesias dedicándole una calle en su memoria, reconociendo su valentía y compromiso frente a la persecución franquista. Este acto de reconocimiento destaca la contribución de las mujeres en la resistencia, muchas veces silenciada, y visibiliza la memoria de la represión sufrida por las minorías religiosas en Galicia.
En el Monte da Guía de Vigo, lugar donde Ángela y José fueron ejecutados, se ha instalado un monolito en su honor, un símbolo dedicado a la memoria de aquellos que perdieron la vida por sus creencias y su apoyo a los perseguidos. Este homenaje forma parte de los esfuerzos de la memoria histórica en España para recordar y dignificar a las víctimas de la represión franquista en Galicia y otras regiones. La instalación del monolito se llevó a cabo gracias al apoyo de la Asociación para la Recuperación de la Memoria Histórica y otras entidades que promueven la conservación de la memoria de aquellos que sufrieron persecución por su fe y sus principios.
La historia de Ángela Iglesias y José Niebla continúa siendo un referente en la lucha por la justicia y la libertad de conciencia, representando a las víctimas de la represión franquista en el ámbito religioso y político, y manteniendo viva la memoria de los valores por los que lucharon.